# تایرن، شهرستان کنت، میشیگان
تایرن، شهرستان کنت، میشیگان (به انگلیسی: Tyrone Township, Kent County, Michigan) یک منطقهٔ مسکونی در ایالات متحده آمریکا است که در Kent County واقع شده‌است.

## خصوصیات
تایرن ۹۴٫۵ کیلومترمربع مساحت و ۴٬۳۰۴ نفر جمعیت دارد و ۲۴۳ متر بالاتر از سطح دریا واقع شده‌است.